# Liste der Bürgermeister von Altleiningen
Die Liste der Bürgermeister von Altleiningen umfasst alle Bürgermeister, die seit 1804 die Ortsgemeinde Altleiningen regierten.
| Amtszeit  | Name                     |
| --------- | ------------------------ |
| 1804–1808 | Georg Walter             |
| 1808–1814 | Abraham Krebill          |
| 1814–1820 | Jakob Zimmermann         |
| 1820–1842 | Abraham Krebill          |
| 1842–1844 | Heinrich Haartung        |
| 1844–1848 | Heinrich Krebill         |
| 1848–1859 | Samuel Krebill           |
| 1859–1869 | Philipp Jakob Zimmermann |
| 1870–1871 | Johann Müller IV.        |

| Amtszeit           | Name                 | Partei |
| ------------------ | -------------------- | ------ |
| 1871–1894          | Heinrich Müller III. |        |
| 1899–1909          | Heinrich Müller      |        |
| 1910–1931          | Karl Heinrich Klein  |        |
| 1931–1933          | Christoph Bohn II.   |        |
| Juni–Dezember 1933 | August Alebrand      |        |
| 1934–1945          | Johannes Jotter II.  |        |
| 1945–1948          | Christoph Bohn II.   |        |
| 1948–1952          | August Dörner        |        |
| 1952–1969          | Jakob Neu            | WG     |

| Amtszeit  | Name              | Partei       |
| --------- | ----------------- | ------------ |
| 1969–1971 | Friedrich Dörner  | WG           |
| 1971–1974 | Gerd Abel         | WG           |
| 1974–1979 | Jakob Neu         | CDU          |
| 1979–1990 | Otwin Frank       | FWG          |
| 1990–1992 | Michael Haab      | CDU          |
| 1992–2009 | Karl Meister      | FWG          |
| 2009–2019 | Frank Dennhardt   | WG Dennhardt |
| 2019–2024 | Gunther Schneider | WG Dennhardt |
| ab 2024   | Benjamin Claus    | FWG          |